# Sociedade Arqueológica Lusitana
A Sociedade Arqueológica Lusitana, fundada em 1849, foi uma agremiação científica e cultural criada, sob a protecção do rei D. Fernando II, para promover uma escavação nas ruínas romanas de Tróia para a aquisição de conhecimentos sobre as antiguidades de Portugal, com proveito para a história dele.
A criação da sociedade foi promovida pelo padre Manuel de Gama Xaro, natural de Beja  e por João Carlos de Almeida Carvalho.
O primeiro Duque de Palmela, que visitou as ruínas de Troia a convite desses estudiosos, em 1849, foi convidado para ser protector da Sociedade, qualidade que declinou para D. Fernando II, que concedeu à Sociedade Arqueológica Lusitana a sua protecção.

## Os primeiros estatutos e aprovação da Sociedade
A Associação denominada Sociedade Archeologica Luzitana, com sede na vila de Setúbal e tendo por fim «promover e efectuar uma escavação nas ruínas da antiga Cetóbriga [Troia] para a adquisição de conhecimentos sobre as antiguidades deste Paiz, com proveito para a história delle», foi aprovada junto com os seus Estatutos, por proposta de Manuel da Gama Xaro, seu Vice-Presidente, por Decreto real de 13 de março de 1850 (Cf. TT, Ministério do Reino, Livro 1272, f. 182).

Os primeiros estatutos estabeleciam os seguintes objectivos:
«Artigo 1.º - Debaixo da protecção de Sua Majestade El-Rei o Senhor D.Fernando é criada, na Vila de Setúbal, uma sociedade denominada SOCIEDADE ARCHEOLOGICA LUSITANA.
Artigo 2.º - O fim desta sociedade é exclusivamente promover por todos os meios ao seu alcance, e efectuar uma escavação nas ruínas da antiga Cetóbriga, e adquirir luzes e conhecimentos sobre a história, geografia e costumes antigos, de que se tenham originado os que hoje existem.
Artigo 3.º - Formar-se-á na vila de Setúbal um museu arqueológico dos objectos que se descobrirem.»

## A primeira direcção
A primeira direcção foi constituída pelo duque de Palmela, como presidente vitalício, e pelos padre Manuel da Gama Xaro,  Dr. Domingos Garcia Perez,  Dr. Aníbal Álvares da Silva, Jorge Torlades O'Neill, Sebastião Pedroso Gamito e [[João Carlos de Almeida Carvalho], como secretário.